# Ołeksandr Bandera
Ołeksandr Andrijowycz Bandera (ukr. Олександр Андрійович Бандера; ur. 25 marca 1911 w Starym Uhrynowie koło Kałusza, zm. 10 sierpnia 1942 w KL Auschwitz) – ukraiński ekonomista i działacz polityczny, działacz Organizacji Ukraińskich Nacjonalistów od 1933 r., więzień i ofiara niemieckiego obozu koncentracyjnego KL Auschwitz w Oświęcimiu.

## Życiorys
Syn Andrija Bandery i Myrosławy z Głodzińskich, brat Stepana, Wasyla, Bohdana, Wołodymyra, Marty i Oksany Banderów.
W 1933 r. wyjechał do Rzymu. Studiował tam, uzyskując tytuł doktora nauk polityczno-ekonomicznych. Działał również w rzymskiej placówce OUN. We Włoszech był współzałożycielem organizacji zrzeszającej ukraińskich studentów Zarawo. Należał też do faszystowskiej organizacji studenckiej Gruppi universitari fascisti, grupującej obligatoryjnie wszystkich studentów uczelni Włoch. Według Petro Mirczuka we Włoszech poślubił krewną Galeazzo Ciano o imieniu Maria.
Po ogłoszeniu Aktu Odnowienia Państwa Ukraińskiego w 1941 r. przyjechał do Lwowa, gdzie został aresztowany przez Gestapo. Od 22 lipca 1942 był więźniem niemieckiego obozu koncentracyjnego Auschwitz (nr obozowy 51020), gdzie po kilku dniach zmarł. Według Petra Mirczuka i Adama Cyry Ołeksandr i jego brat Wasyl zostali skatowani przez więźniów funkcyjnych – Polaków – Franciszka Podkulskiego i Oberkapo Józefa Krala za to, że byli braćmi Stepana Bandery, Ołeksandr po przeniesieniu do lazaretu został po selekcji przeprowadzonej przez SS zabity zastrzykiem z fenolu. Według zeznań lekarza Jerzego Tabeau, pracującego w obozie jako pielęgniarz, jeden z braci zmarł w lazarecie na biegunkę.
Ukraińscy współwięźniowie poinformowali o śmierci Ołeksandra Ukraiński Komitet Centralny, ten zaś jego żonę, która zaangażowała w sprawę Ciano. Ciano miał interweniować u Himmlera, czego efektem było wszczęcie śledztwa w sprawie zabicia Ołeksandra, które zakończyło się egzekucją na Podkulskim. Żonie przekazano jednak informację, że Ołeksandr zmarł na biegunkę.

## Literatura
- Tarnopolski Słownik encyklopedyczny, t. 1, 2004. (ukr.)
- Дем'ян Г., Матеріяли до Енциклопедії «ОУН і УПА» w Визвольний шлях, 2002, Кн. 10. (ukr.)
- Дем’ян Г., Пластуни у визвольних змаганнях, New York 2002, s. 4. (ukr.)
- Adam Cyra, Banderowcy w KL Auschwitz w: Studia nad faszyzmem i zbrodniami hitlerowskimi, t. XXX, Wrocław 2008, ISBN ISSN 0239-6661, 0137-1126 wersja elektroniczna